# 흑유호 및 흑유정병
흑유호 및 흑유정병(黑釉壺 및 黑釉淨甁)은 부산광역시 서구 동아대학교 석당박물관에 있는 고려시대의 항아리이다. 2010년 9월 20일 부산광역시의 유형문화재 제101호로 지정되었다.

## 개요
흑유호는 회청색의 청자 태토에 기벽을 두껍게 하여 성형한 후 기면의 안팎으로 흑유를 얇게 입힌 항아리로 내부의 시유상태가 좋은 편이며, 시유된 표면에는 빙렬이 균일하게 나 있다. 산화로 인한 유탈현상을 제외하면 상태가 양호한 편이며, 굽 언저리에 흙물이 남아 있는 것으로 보아 출토품으로 생각된다.
뚜껑이 있는 항아리 형태로 성형한 후 몸체 부분을 4면 형태로 편평하게 다졌는데, 합각이 되는 곳은 능형처럼 곡을 잡은 형태이다. 또한 몸체 부분 한 면에 결가부좌 하고 있는 인물상이 날카로운 도구로 간략하게 음각되어 있다.
흑유정병은 어깨 부분(肩部)에 각이 진 짧은 주구(注口)를 지닌 형태로 청동 또는 청자로 많이 제작되었던 정병의 형태를 지니고 있다. 다만 이 흑유정병은 자기로서는 선형적 양식을 지니고 있는 것으로 보이는데 즉, 목이 긴 고려시대 일반적인 정병의 형태와는 달리 중간마디 위의 목이 짧은 편이다. 따라서 12세기에 번조된 흑유자기의 하나로 추정된다.
산화철 성분이 많은 결정유(結晶釉)인 흑유를 시유한 이 항아리와 정병은 흑유자기로 황해도 배천 원산리에서 청자와 함께 나왔으며, 전남 강진군 대구면 사당리 일대에서는 상감청자와 함께 출토되었다. 또한 해남 진산리 일대의 가마터에서도 녹갈유 도기와 함께 흑유자기 조각들이 많이 발견되는 등 고려 전반기부터 흑유자기가 생산되었음을 알 수 있다.
또한 이 흑유호처럼 몸체 부분을 편평하게 하거나 주름을 잡아 능형을 이루는 양식은 연세대학교박물관에서 소장하고 있는 유개골호(有蓋骨壺)와 청자호(靑磁壺) 등 12세기에 생산된 도기와 자기에서 확인되어 12세기에 이러한 양식의 도자기가 제법 많이 생산된 것으로 보인다.
동아대학교박물관 소장 흑유호와 흑유정병은 출토지가 같으며 청자 태토로 성형한 후 흑유를 시유한 12세기 고려시대 흑유자기들이다. 특히 흑유호의 경우 몸체 부분 4곳을 편평하게 한 후 합각되는 곳을 능형으로 처리한 독특한 기형(器形)뿐만 아니라, 몸체의 한 면에 음각기법으로 인물상을 표현하고 있는 등 학술적, 예술적 가치를 충분히 지닌 유물이다.

## 참고 자료
- 흑유호 및 흑유정병 - 국가유산청 국가유산포털